# اروین گشونک
اروین گشونک (آلمانی: Erwin Geschonneck; ۲۷ دسامبر ۱۹۰۶ – ۱۲ مارس ۲۰۰۸) بازیگر و سیاستمدار کمونیست اهل آلمان بود.